# Boh
Boh je priimek v Sloveniji, ki ga je po podatkih Statističnega urada Republike Slovenije na dan 1. januarja 2010 uporabljalo 270 oseb in je med vsemi priimki po pogostosti uporabe uvrščen na 1.516. mesto.

## Znani nosilci priimka
- Alojz Boh (1913—2010), zdravnik nevrolog, šef Zavarovalne skupnosti Slovenije
- Bojana Boh Podgornik (*1960), biokemičarka, univ. prof.
- Božena Žen Boh, zdravnica
- Ivan Boh (1931—2009), filozof, specialist za logiko
- Katja Boh (1929—2008), sociologinja, univ. prof. in diplomatka
- Lojze Boh (1927—2023), zdravnik pediater; gobar (mikolog)
- Maja Boh (*1949), igralka
- Marko Boh, zdravnik, glasbenik/pevec in tekstopisec
- Matic Boh (*1991), hokejist
- Tomaž Boh, direktorat za znanost in inovacije, dr. bibliometrije
- Voranc Boh (*1993), igralec ...